# 维内塔大街站
维内塔大街站（德語：U-Bahnhof Vinetastraße）是柏林地铁2号线的一个车站，位于德国柏林潘科，车站名称来自于附近以波罗的海海滨小城维内塔命名的维内塔街。
该车站自1930年至2000年一直作为2号线北端的终点站，2号线于2000年延长至潘科站。